# Intel Parallel Composer
Intel Parallel Composer представляет собой довольно обширный набор компиляторов и библиотек C++ и Fortran для Microsoft Visual Studio и Eclipse, позволяющих упростить и ускорить разработку программ, использующих многоядерные процессоры. Является одним из четырёх инструментов, входящих в состав набора Intel Parallel Studio.
Composer интегрируется в Visual Studio и Eclipse вместе с библиотекой производительности IPP и параллельной библиотекой TBB, что значительно облегчает процесс разработки параллельного
кода для новичков. Наличие сразу нескольких компонент в пакете позволит сразу же начать оптимизировать свою программу с использованием параллельных технологий, которые содержит Composer:
- Вычислительные примитивы, реализованные в виде функций в библиотеке IPP, гарантируют высокую производительность алгоритмов на платформах Intel;
- Поддержка новой версии стандарта OpenMP 3.0 позволит использовать multitasking, недоступный в предыдущих версиях, которые поддерживаются в том числе и компилятором Microsoft;
- Новый тип данных Valarray немного упростит код, реализующий векторные операции, а компилятор сгенерирует эффективный бинарный код, задействующий SIMD-инструкции для увеличения производительности;
- Поддержка компилятором элементов стандарта C++ 0х облегчит кодирование программистам.

## Компоненты
Модуль Parallel Composer предлагает разработчикам технологию Parallel Building Blocks (приобретена компанией Intel вместе с разработчиками из компании RapidMind). Новая версия этой технологии теперь включает в себя бета-версию компонента Array Building Blocks для параллельной работы с массивами в приложениях. Кроме того, параллелизм данных подразумевает множество повторяющихся операций с большими объёмами данных. Специально для таких случаев технология Parallel Building Blocks предлагает функцию Cilk Plus — эта функция реализует параллелизм задач и данных с помощью языковых расширений. Сама функция Cilk Plus пришла в продукты Intel после поглощения своего создателя — компании Cilk Arts.
Механизм Parallel Debugger Extension (PDE) — расширение стандартного отладчика Microsoft, позволяющее эффективно отлаживать параллельный код, посредством лучшего представления и понимания следующих сущностей:
- Данные, разделяемые между потоками приложения, скомпилированного с помощью Intel C++ Compiler;
- Векторизированные данные, обрабатываемые в блоке инструкций SIMD;
- Использование и зависимости между реентерабельными процедурами;
- Информация о блокировках в задачах OpenMP и иерархия созданных потоков.

Ведущие библиотеки Intel Math Kernel Library и Intel Integrated Performance Primitives содержат широкий набор процедур для повышения производительности и ускорения разработки.